# Ваґово
Ваґово (пол. Wagowo, нім. Utenhagen) — село в Польщі, у гміні Победзиська Познанського повіту Великопольського воєводства.
Населення — 190 осіб (2011).
У 1975-1998 роках село належало до Познанського воєводства.

## Демографія
Демографічна структура станом на 31 березня 2011 року:
|          | Загалом | Допрацездатний вік | Працездатний вік | Постпрацездатний вік |
| -------- | ------- | ------------------ | ---------------- | -------------------- |
| Чоловіки | 95      | 23                 | 70               | 2                    |
| Жінки    | 95      | 15                 | 63               | 17                   |
| Разом    | 190     | 38                 | 133              | 19                   |